# Barberiella
Barberiella is een geslacht van wantsen uit de familie van de Miridae (blindwantsen). Het geslacht werd voor het eerst wetenschappelijk beschreven door Bertil Robert Poppius in 1914.

## Soorten
Het genus bevat de volgende soorten:

- Barberiella formicoides Poppius, 1914
- Barberiella humeralis (Poppius, 1921)